# Могила (Могила)
Могила (мкд. Могила) је насеље у Северној Македонији, у јужном делу државе. Могила је седиште истоимене општине Могила, као и њено највеће насеље.

## Географија
Насеље Могила је смештено у јужном делу Северне Македоније. Од најближег већег града, Битоља, насеље је удаљено 10 km северно.
Могила се налази у средишњем делу Пелагоније, највеће висоравни Северне Македоније. Насељски атар је равничарски, док се даље ка западу издиже планина Древеник. Источно од насеља протиче Црна река. Надморска висина насеља је приближно 590 метара.
Клима у насељу је континентална.

## Историја
Могила се у 19. веку спомиње као село са православним словенским живљем.
1912. године Могила се са околином припаја Краљевини Србији, касније Југославији. Од 1991. године град је у саставу Северне Македоније.

## Становништво
Могила је према последњем попису из 2002. године имала 1.526 становника.
Претежно становништво по последњем попису су етнички Македонци (99%).
Већинска вероисповест је православље.